# Онишківці (Дубенський район)

Купальні Святої Анни

Они́шківці — село в Україні, у Смизькій селищній громаді Дубенського району Рівненської області. За 29 км від Дубно, 12 км від Кременця. Населення становить 257 осіб.
До 2016 у складі органу місцевого самоврядування — Берегівська сільська рада.
Відомі цілющими джерелами св. Праведної Анни. Над джерелами споруджена церква св. Праведної Анни (1995).

## Географія
У селі бере початок річка Безіменна.

## Історія
У 1906 році село Вербівської волості Дубенського повіту Волинської губернії. Відстань від повітового міста 30 верст, від волості 12. Дворів 53, мешканців 283.
7 (20) листопада 1917 року, відповідно до Третього Універсалу Української Центральної Ради, увійшло до складу Української Народної Республіки.
З 2016 року входить до складу Смизької селищної громади.
12 червня 2020 року, відповідно до розпорядження Кабінету Міністрів України № 722-р від «Про визначення адміністративних центрів та затвердження територій територіальних громад Рівненської області», увійшло до складу Смизької селищної громади.
19 липня 2020 року, в результаті адміністративно-територіальної реформи та ліквідації  Дубенського (1939—2020) району, село увійшло до складу новоутвореного Дубенського району.